# Phản vệ
Phản vệ hay chứng quá mẫn là một phản ứng dị ứng trầm trọng khởi phát nhanh chóng và có thể gây tử vong.
 Nó thường gây ra nhiều hơn một trong những điều sau đây: ngứa, cổ họng hoặc lưỡi sưng, thở nhanh, nôn mửa, và huyết áp thấp. Các triệu chứng này thường xuất hiện trong vài phút đến vài giờ.
Nguyên nhân thường gặp bao gồm bị cắn (rắn) và chích bởi côn trùng, thực phẩm (tôm cua sò hến, quả hạch, trứng, lòng trắng trứng), và thuốc men (ví dụ penicillin) . Các nguyên nhân khác bao gồm tiếp xúc với latex và tập thể dục. Ngoài ra các trường hợp có thể xảy ra mà không có một lý do rõ ràng. Cơ chế bao gồm việc giải phóng các chất trung gian từ một số loại tế bào bạch cầu nhất định gây ra bởi các cơ chế miễn dịch hoặc không miễn dịch. Chẩn đoán dựa trên các triệu chứng và dấu hiệu hiện tại sau khi phơi nhiễm với một chất có tiềm năng gây dị ứng .
Cách điều trị chủ yếu cho sốc phản vệ là tiêm epinephrine vào cơ, dịch truyền tĩnh mạch, và định vị người đó bằng phẳng. Có thể cần thêm liều epinephrine. Các biện pháp khác, như thuốc kháng histamine và steroid, được bổ sung. Mang theo một dụng cụ tự động tiêm epinephrine và nhận dạng liên quan đến tình trạng này được khuyến cáo ở những người có tiền sử quá mẫn.
Trên toàn thế giới, có khoảng 0,05-2% dân số bị sốc phản vệ ở một thời điểm nào đó trong cuộc đời. Tỷ lê người bị dường như tăng lên. Nó xảy ra thường xuyên nhất ở thanh thiếu niên và phụ nữ  Trong số những người đến bệnh viện với sốc phản vệ ở Hoa Kỳ khoảng 0.3% chết.
Thuật ngữ này đến từ tiếng Hy Lạp cổ: ἀνά, đã Latinh hoá: ana, n.đ. 'chống lại', và tiếng Hy Lạp cổ: φύλαξις, đã Latinh hoá: phylaxis, n.đ. 'bảo vệ'.

## Dấu hiệu và triệu chứng

Dấu hiệu và triệu chứng của quá mẫn.

Chứng sốc phản vệ thường biểu hiện nhiều triệu chứng khác nhau trong vài phút hoặc vài giờ  với khởi phát trung bình từ 5 đến 30 phút nếu tiếp xúc với đường tĩnh mạch và 2 giờ nếu ăn thực phẩm. Các vùng bị ảnh hưởng bao gồm: da (80-90%), hô hấp (70%), đường tiêu hóa (30-45%), tim và mạch máu (10-45%), và hệ thần kinh trung ương (10-15%) thường có hai hoặc nhiều bộ phận hơn tham gia.

### Da

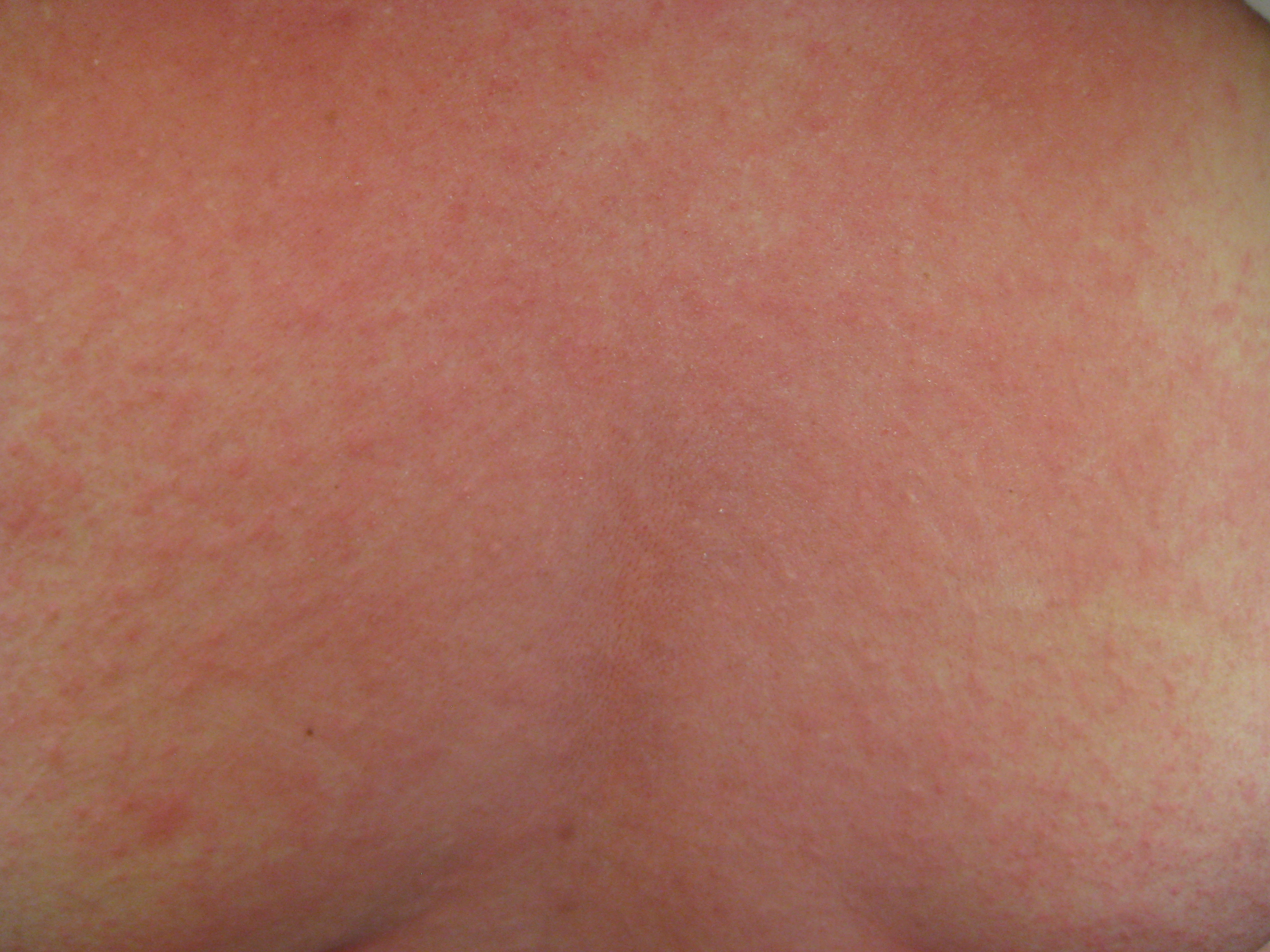
Mề đay (Urticaria) và đỏ bừng trên lưng của một người bị chứng phản vệ

Các triệu chứng thường bao gồm mề đay, ngứa, đỏ bừng, hoặc sưng (angioedema) của các mô bị tổn thương. Những người bị phù mạch có thể mô tả một cảm giác nóng bỏng của da hơn là ngứa. Sưng lưỡi hoặc cổ họng xảy ra trong khoảng 20% trường hợp. Các triệu chứng khác có thể bao gồm chảy nước mũi và sưng kết mạc (conjunctiva). Da cũng có thể trở thành màu xanh lam vì thiếu oxy.

### Hô hấp
Các triệu chứng hô hấp và các dấu hiệu có thể xuất hiện bao gồm thở ngắn, thở khò khè, hay thở rít (stridor). Việc thở khò khè thường gây ra bởi sự co thắt của các cơ bắp phế quản  trong khi thở rít có liên quan đến sự tắc nghẽn của đường thở do sưng. Khàn tiếng, đau khi nuốt, hoặc ho cũng có thể xảy ra.

### Tim mạch
Động mạch vành co thắt có thể xảy ra gây nhồi máu cơ tim, rối loạn nhịp tim, hoặc ngừng tim .. Những người có bệnh mạch vành có nguy cơ cao hơn về các tác dụng tim khi sốc phản vệ. Các co thắt mạch vành có liên quan đến sự hiện diện của các tế bào giải phóng histamine trong tim. Trong khi nhịp tim nhanh gây ra bởi huyết áp thấp thì phổ biến hơn, phản xạ Bezold-Jarisch đã được mô tả trong 10% trường hợp có nhịp tim chậm có liên quan đến huyết áp thấp  Gảm huyết áp hoặc sốc hệ thống tuần hoàn có thể gây ra cảm giác ngất xỉu hoặc mất ý thức. Rất ít khi huyết áp rất thấp chỉ là dấu hiệu duy nhất của chứng quá mẫn .

### Các triệu chứng khác
Các triệu chứng đường tiêu hóa có thể bao gồm đau bụng, tiêu chảy và nôn mửa . Có thể có nhầm lẫn, mất kiểm soát bàng quang hoặc đau vùng chậu tương tự như chuột rút tử cung  Sự giãn nở các mạch máu xung quanh não có thể gây nhức đầu. Một cảm giác lo lắng cũng được mô tả.

## Nguyên nhân
Chứng quá mẫn có thể xảy ra để đáp ứng hầu như bất kỳ chất lạ nào . Các chất kích hoạt thông thường bao gồm nọc độc từ côn trùng cắn hoặc chích, thực phẩm và thuốc men. Thực phẩm là yếu tố kích thích phổ biến nhất ở trẻ em và thanh thiếu niên trong khi các loại thuốc và côn trùng cắn và chích phổ biến hơn ở người lớn tuổi. Các nguyên nhân ít phổ biến hơn bao gồm: các yếu tố thể chất, các tác nhân sinh học như tinh dịch, latex, thay đổi hoocmon, các chất phụ gia thực phẩm như bột ngọt và màu sắc thực phẩm. Các yếu tố thể chất như tập thể dục (ví dụ như tình trạng quá mẫn cảm do tập thể dục) hoặc nhiệt độ (nóng hoặc lạnh) cũng có thể đóng vai trò kích hoạt thông qua các tác động trực tiếp của chúng lên tế bào mast . Các sự kiện do tập thể dục gây ra thường liên quan đến việc ăn các thực phẩm nhất định. Trong khi gây mê, các thuốc chặn cơ thần kinh, kháng sinh, và latex là các nguyên nhân thông thường nhất . Nguyên nhân vẫn chưa được biết đến trong 32-50% trường hợp, được gọi là "sốc phản vệ tự phát". Sáu vắc-xin (MMR, thủy đậu, cúm, viêm gan B, uốn ván, viêm màng não) được công nhận là nguyên nhân gây sốc phản vệ, và HPV có thể cũng gây ra chứng quá mẫn . Tập thể dục là nguyên nhân không thường gặp của sốc phản vệ, khoảng một phần ba số trường hợp đó có một yếu tố phụ giống như dùng NSAID hoặc ăn một loại thực phẩm cụ thể trước khi tập thể dục.

### Đồ ăn
Nhiều thực phẩm có thể kích hoạt quá mẫn. Các thực phẩm gây kích thích thường khác nhau trên khắp thế giới. Trong các nền văn hoá phương Tây, việc ăn hoặc tiếp xúc với đậu phộng, lúa mì, quả hạch, một số loại hải sản như sò, sữa, trứng là những nguyên nhân phổ biến nhất  Mè thì phổ biến ở Trung Đông, trong khi gạo và đậu chickpeas thường gặp phải như là nguồn gây ra sốc ở châu Á. Các trường hợp nghiêm trọng thường do nuốt phải chất gây dị ứng , nhưng một số người gặp phản ứng nặng khi tiếp xúc chúng. Trẻ em có thể mau chóng hết bị dị ứng. Ở độ tuổi 16, 80% trẻ bị sốc quá mức đối với sữa hoặc trứng và 20% bị sốc phản vệ với đậu phộng có thể chịu đựng được các thực phẩm này.

### Thuốc men
Bất kỳ loại thuốc nào cũng có thể gây nên chứng quá mẫn. Phổ biến nhất là thuốc kháng sinh β-lactam (như penicillin) tiếp theo là aspirin và NSAIDs (Thuốc chống viêm không steroid). Các kháng sinh khác ít gặp hơn, và các phản ứng với NSAIDs có ý nghĩa cụ thể cho thấy những người dị ứng với một NSAID có thể chịu đựng được một loại NSAID khác . Các nguyên nhân tương đối phổ biến khác bao gồm hóa trị, vắc-xin, protamine và chế phẩm thảo dược . Một số thuốc (vancomycin, morphine, tia X tương phản trong số những chất khác) gây sốc phản vệ bằng trực tiếp kích hoạt làm mất hạt nhỏ tế bào mast.
Tần số của một phản ứng đối với một tác nhân một phần phụ thuộc vào tần suất sử dụng nó và một phần vào các tính chất nội tại của nó. Chứng quá mẫn với penicillin hoặc cephalosporin xảy ra chỉ sau khi nó liên kết với các protein bên trong cơ thể với một số chất gắn kết dễ dàng hơn các chất khác . Chứng quá mẫn cảm với penicillin xảy ra một lần trong mỗi 2.000 đến 10.000 khóa điều trị, với tử vong xảy ra ít hơn mỗi 50.000 khóa điều trị . Chứng sốc với aspirin và NSAIDs xảy ra khoảng 1 trên 50.000 người Nếu người nào đó phản ứng với penicillin, nguy cơ phản ứng với cephalosporins của người đó lớn hơn nhưng vẫn ít hơn 1 trong 1.000. Các tác nhân làm rõ trong lúc qua trình chụp X-ray gây ra phản ứng trong 1% trường hợp, trong khi các tác nhân osmolar thấp hơn mới gây ra phản ứng trong 0,04% trường hợp.

### Nọc độc
Nọc độc từ vết chích hoặc cắn của côn trùng côn trùng như kiến và ong có thể gây sốc phản vệ ở những người dễ bị tổn thương  Các phản ứng có tính hệ thống trước đây, không chỉ là phản ứng cục bộ xung quanh vị trí của vết chích, là một yếu tố nguy cơ cho sốc phản vệ trong tương lai tuy nhiên, một nửa số người tử vong đã không có phản ứng hệ thống trước đó.

### Các yếu tố rủi ro
Những người bị các bệnh dị ứng như hen, chàm, hoặc viêm mũi dị ứng có nguy cơ bị sốc cao từ thức ăn, cao su và các chất làm rõ khi rọi tuyến, nhưng không phải từ các loại thuốc chích hoặc vết chích từ côn trùng. Một nghiên cứu ở trẻ em cho thấy 60% bệnh nhân có tiền sử bệnh dị ứng trước đó, và trẻ chết vì chứng quá mẫn, hơn 90% bị hen suyễn. Những người bị mastocytosis hoặc có tình trạng kinh tế xã hội cao hơn có nguy cơ gia tăng. Thời gian lâu hơn kể từ lần tiếp xúc cuối cùng với tác nhân đượcnghi ngờ rủi ro càng thấp.

## Sinh lý bệnh
Chứng quá mẫn là phản ứng dị ứng nghiêm trọng khi khởi phát nhanh chóng ảnh hưởng đến nhiều hệ thống cơ thể. Đó là do sự phóng thích các chất trung gian gây viêm và các cytokine từ các tế bào mast và các tế bào basophil, điển hình là do một phản ứng miễn dịch nhưng đôi khi không phải là cơ chế miễn dịch.

### Miễn dịch
Trong cơ chế miễn dịch, immunoglobulin E (IgE) liên kết với kháng nguyên (vật liệu lạ gây ra phản ứng dị ứng). IgE gắn kết với kháng nguyên sau đó kích hoạt các thụ thể FcεRI trên các tế bào mast và các tế bào basophil. Điều này dẫn đến việc phóng thích ra histamine và các chất hóa học gây viêm trung gian khác (cytokin, interleukins, leukotrienes và prostaglandin) vào các mô xung quanh gây ra một số hiệu ứng có hệ thống, chẳng hạn như giãn mạch, bài tiết chất nhầy, kích thích thần kinh và sự co cơ trơn, dẫn đến sổ mũi, ngứa, khó thở, và sốc phản vệ.

### Không miễn dịch
Các cơ chế không gây miễn dịch có liên quan đến các chất trực tiếp kích hoạt các tế bào mast và basophils. Kích hoạt này trải qua một quá trình gọi là degranulation, lúc đó từ thể hạt của các tế bào này phóng thích ra histamine và các chất hóa học gây viêm trung gian khác (cytokin, interleukins, leukotrienes và prostaglandin) vào các mô xung quanh. Chúng bao gồm các tác nhân như môi trường tương phản, opioid, nhiệt độ (nóng hoặc lạnh) và rung động. Sulphites có thể gây phản ứng bởi cả cơ chế miễn dịch và không gây miễn dịch 

## Chẩn đoán
Phản vệ được chẩn đoán dựa trên các dấu hiệu và triệu chứng của bệnh nhân. Khi một trong ba trường hợp sau xảy ra trong vòng vài phút hoặc vài giờ tiếp xúc với chất gây dị ứng, có thể xảy ra sốc phản vệ cao:
1. Sự tham gia của da hoặc niêm mạc mô cộng với hô hấp khó khăn hoặc thấp huyết áp gây ra các triệu chứng
2. Hai hoặc nhiều triệu chứng sau đây sau khi tiếp xúc với dị ứng:
a. Sự tham gia của da hoặc niêm mạc
b. Các khó khăn về hô hấp
c. Huyết áp thấp
d. Triệu chứng đường tiêu hóa
3. Huyết áp thấp sau khi tiếp xúc với một chất gây dị ứng đã biết.